# Tamiops
A Tamiops az emlősök (Mammalia) osztályának a rágcsálók (Rodentia) rendjébe, ezen belül a mókusfélék (Sciuridae) családjába tartozó nem.

## Rendszerezés
A nembe az alábbi 4 faj tartozik:
- Tamiops mcclellandii Horsfield, 1840
- Tamiops maritimus Bonhote, 1900 - típusfaj
- Tamiops rodolphii Milne-Edwards, 1867
- Tamiops swinhoei Milne-Edwards, 1874